# Guraleus
Guraleus é um gênero de gastrópodes pertencente a família Mangeliidae.

## Espécies
- Guraleus alucinans (Sowerby III, 1896)
- Guraleus amplexus (Gould, 1860)
- Guraleus anisus (Cotton, 1947)
- Guraleus asper Laseron, 1954
- Guraleus australis (Adams & Angas, 1864)
- Guraleus bordaensis Cotton, 1947
- Guraleus brazieri (Angas, 1871)
- Guraleus colmani Shuto, 1983
- Guraleus cuspis (Sowerby III, 1896)
- Guraleus delicatulus (Tenison-Woods, 1879)
- Guraleus deshayesii (Dunker, 1860)
- Guraleus diacritus Cotton, 1947
- †Guraleus dubius Maxwell, 1992
- Guraleus fallaciosa (Sowerby III, 1896): mencionado no OBIS como Guraleus (Guraleus) fallaciosus (Sowerby, 1897) [2]
- Guraleus fascinus Hedley, 1922
- Guraleus flaccidus (Pritchard & Gatliff, 1899):
- Guraleus flavescens (Angas, 1877)
- Guraleus florus Cotton, 1947
- Guraleus fossa Laseron, 1954
- Guraleus halmahericus (Schepman, 1913)
- Guraleus himerodes (Melvill & Standen, 1896)
- Guraleus incrusta (Tenison-Woods, 1877)
- Guraleus jacksonensis (Angas, 1877)
- Guraleus kamakuranus (Pilsbry, 1904)
- Guraleus lallemantianus (Crosse & Fischer, 1865)
- Guraleus mitralis (Adams & Angas, 1864)
- Guraleus nanus Laseron, 1954
- Guraleus ornatus (Sowerby III, 1896)
- Guraleus pictus (Adams & Angas, 1864)
- Guraleus savuensis (Schepman, 1913)
- Guraleus semicarinatus (H.A. Pilsbry, 1904)
- Guraleus tabatensis (Tokunaga, 1906)
- Guraleus tasmanicus (Tenison-Woods, 1876)
- Guraleus tasmantis Laseron, 1954
- Guraleus thornleyanus (Laseron, 1954)
- Guraleus tokunagae (Finlay, 1926)
- Guraleus verhoeffeni (Martens, 1904)
- Guraleus wilesianus Hedley, 1922

Espécies trazidas para a sinonímia
- Guraleus bellus (Adams, A. & G.F. Angas, 1864): sinônimo de Antiguraleus adcocki (G. B. Sowerby III, 1896)
- Guraleus comptus (Adams & Angas, 1864): sinônimo de Marita compta (A. Adams & Angas, 1864)
- Guraleus costatus Hedley, 1922: sinônimo de Antiguraleus costatus (Hedley, 1922)
- †Guraleus cuspidatus Chapple, 1934: sinônimo de †Pleurotomella cuspidata (Chapple, 1934)
- Guraleus inornatus (Sowerby, 1897): sinônimo de Marita inornata (Sowerby III, 1896)
- Guraleus insculptus (Adams & Angas, 1864): sinônimo de Marita insculpta (Adams & Angas, 1864)
- Guraleus letouneuxianus Crosse and Fischer, 1865: sinônimo de Turrella letourneuxiana (Crosse and Fischer, 1865)
- Guraleus morologus Hedley, 1922: sinônimo de  Turrella morologus (Hedley, 1922)
- Guraleus nitidus Hedley, 1922: sinônimo de Marita nitidus (Hedley, 1922)
- Guraleus permutatus Hedley, 1922: sinônimo de Antiguraleus permutatus (Hedley, 1922)
- Guraleus pulchripicta (Melvill & Standen, 1901): sinônimo de Lienardia pulchripictus (Melvill & Standen, 1901)
- Guraleus schoutenensis May, 1901: sinônimo de Marita schoutenensis (May, 1911)
- Guraleus vulgata (J.Thiele, 1925): sinônimo de Mangelia vulgata J. Thiele, 1925 (taxon inquirendum)